# Ante Covic (Fußballspieler, Juni 1975)
Ante Covic (ursprüngliche Schreibweise des Nachnamens: Čović [ˈtʃɔːʋitɕ]) (* 13. Juni 1975 in Sydney) ist ein ehemaliger australischer Fußballtorhüter kroatischer Abstammung. Er war lange Jahre seiner Karriere Stammtorhüter bei verschiedenen Vereinen in Australien und Schweden. Für die Fußballnationalmannschaft seines Landes absolvierte er zwei Spiele und nahm als dritter Torhüter an der Weltmeisterschaft 2006 in Deutschland teil.

## Karriere

### Im Verein

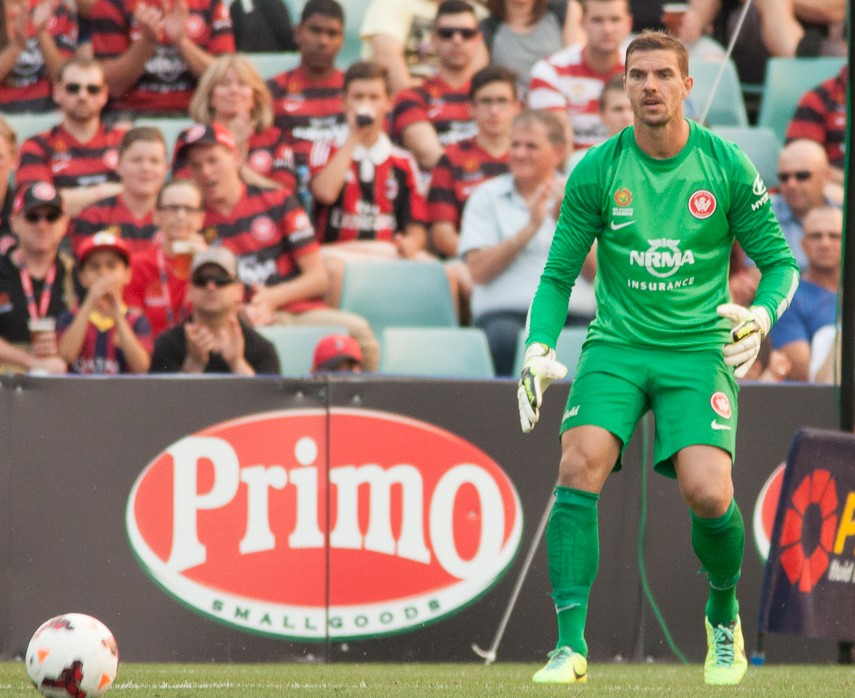
Covic bei den Western Sydney Wanderers (2013)

Aufgewachsen ist Ante Covic in Hurstville im Süden Sydneys. Seine Karriere begann er bei den viert- bzw. zweitklassigen Vereinen Hurstville ZFC und APIA Leichhardt FC aus Sydney. Mit 22 Jahren stand er 1997 erstmals in der ersten Liga für die ebenfalls aus der australischen Metropole stammenden Marconi Stallions im Tor. 1999 wechselte er nach Europa und spielte in den nächsten zwei Jahren für die griechischen Klubs PAOK Thessaloniki und AO Kavala. In der Spielzeit 2001/02 stand er beim kroatischen Erstligisten Dinamo Zagreb unter Vertrag, ohne dort in einem Ligaspiel zum Einsatz zu kommen.
Nach einer kurzen Rückkehr nach Australien zu den Olympic Sharks (heute Sydney Olympic) in der ersten Jahreshälfte 2002, wechselte Covic in den folgenden knapp zehn Jahren mehrmals zwischen Vereinen aus seiner Heimat Australien und aus Schweden. Zunächst war er von 2002 bis 2006 Stammtorhüter des schwedischen Hammarby IF aus Stockholm, mit dem er 2003 Vizemeister wurde. Von Dezember 2006 bis März 2009 stand er bei den Newcastle United Jets unter Vertrag und wurde 2008 australischer Meister. Ab 2009 folgten drei weitere Jahre in Schweden bei IF Elfsborg. Als Nachfolger von Johan Wiland wurde er Stammtorhüter des Klubs, mit dem er in den kommenden Spielzeiten zweimal Tabellendritter und einmal Vierter wurde. Zu Beginn der Spielzeit 2010 noch Stammkraft, verlor er nach einem Platzverweis am siebten Spieltag den Platz zwischen den Pfosten an den bisherigen Ersatzmann Joakim Wulff, ehe der Klub im Juli des Jahres mit Jesper Christiansen einen neuen Torhüter verpflichtete. Als dieser sich verletzte, kehrte Covic im Sommer 2010 ins Tor zurück, wurde aber später vom wiedergenesenen Dänen verdrängt. Covic und Christiansen wechselten sich bis zu Covics Wechsel im Herbst 2011 noch mehrmals im Tor ab.
Die Jahre 2011 bis 2016 verbrachte Covic wieder in Australien, zunächst bei Melbourne Victory, dann drei Jahre bei den Western Sydney Wanderers und schließlich eine Spielzeit bei Perth Glory. Covic war bei allen dieser Vereine Stammtorwart. Mit den Western Sydney Wanderers gewann er 2014 die AFC Champions League und wurde als bester Spieler dieses Turniers ausgezeichnet. Von 2017 bis 2018 spielte er bei den Rockdale City Suns in der zweitklassigen New South Wales Premier League. Nach dem Ende der Saison 2018 beendete er mit 43 Jahren seine Karriere, kehrte jedoch im Dezember desselben Jahres für ein Spiel auf die Bank des neuseeländischen Wellington Phoenix FC zurück, nachdem sich dessen Stammtorhüter verletzt hatte.

### In der Nationalmannschaft
Covic gab am 22. Februar 2006 sein Debüt in der australischen Nationalmannschaft in der Qualifikation für die Asienmeisterschaft 2007. Als dritter Torhüter gehörte er zum Aufgebot der Australier für die Fußball-Weltmeisterschaft 2006 in Deutschland. Bis 2009 wurde er vereinzelt nominiert, absolvierte jedoch nur noch ein weiteres Länderspiel im Jahr 2008.
Ante Covic besitzt neben der australischen auch die kroatische Staatsbürgerschaft.

## Erfolge
- Australischer Meister 2008 mit den Newcastle Jets
- Vizemeister in der schwedischen Liga 2003 mit Hammarby IF
- Griechischer Pokalsieger 2001 mit PAOK Thessaloniki
- Sieger der AFC Champions League 2014 mit den Western Sydney Wanderers

## Auszeichnungen
- Bester Torhüter der A-League Saison 2012/2013[4]
- Bester Spieler der AFC Champions League 2014[2]